# Xavier Moret Ros
Xavier Moret Ros   (Barcelona, 17 de febrer de 1952) és un periodista i escriptor català.
Reporter especialitzat en viatges del diari El Periódico, va ser anteriorment redactor de La Vanguardia i d'El País, i ha publicat a les revistes National Geographic, Geo, Altaïr i Siete Leguas. També ha treballat com a reporter per a TV3 i TVE. En el seu primer llibre de viatges, Amèrica, Amèrica (1998), Moret recorre la costa Oest dels Estats Units a la recerca dels mites culturals i generacionals sorgits de la Califòrnia beat i hippy. A Boomerang (2000) fa un llarg recorregut per Austràlia, i a Europa express (2001) narra un esbojarrat viatge en tren, de Portugal a Rússia, en companyia de cent escriptors europeus.
Amb Islàndia, l'illa secreta (2002) va guanyar el premi Grandes Viajeros, i a El català de la Terra del Foc (2004) se centra en el món d'un exiliat que va fundar la hisenda La Catalana als confins de l'Argentina. La sombra de baobab (2006) narra un viatge a la recerca dels baobabs més espectaculars d'Àfrica, i Viatge per la Costa Brava (2008) és un recorregut pel present i el passat dels últims cents anys de la costa que va de Blanes a Portbou. Revolución bajo el volcán (2018) és una continuació d'Islàndia, l'illa secreta (2002), però en aquest llibre se centra més en la crisis econòmica que va patir el país al 2008 i les seves conseqüències. Històries del Japó (2021) és l'últim llibre de Xavier Moret, i en ell podem seguir el recorregut de l'escriptor en els set viatges que va fer al país nipó, fixant-se sobre tot en el contrast entre la tradició japonesa i la tecnologia més moderna. En l'apartat de literatura gastronòmica, va guanyar el premi Sent Soví amb El Bulli des de dins (2007), una biografia del restaurant de Ferran Adrià.
La primera novel·la que va publicar Moret, L'americà que estimava Moby Dick (1985), va ser un èxit de crítica i públic. El manuscrit perdut (1987), L'impostor sentimental (1995) i Qui paga, mana (1997) són altres dels seus títols. Qui paga, mana va suposar l'aparició del detectiu alternatiu Max Riera, que repetiria a Zanzíbar pot esperar (2002) i L'home que adorava la Janis Joplin (2004). A Doctor Pearson (2004), Moret recrea l'aventura de l'enginyer nord-americà Frederick Stark Pearson, que va construir preses als Pirineus i va portar l'energia hidroelèctrica a Catalunya.
La major part de l'obra de Moret ha estat traduïda al castellà, i alguns títols també al francès, alemany i grec.

## Obra

### Novel·les
- L'americà que estimava Moby Dick. 1985.
- El manuscrit perdut. 1987.
- Triangle blanc. 1989
- L'impostor sentimental. 1995.
- Qui paga, mana. 1997.
- La vida és rara. 1999.
- Zanzíbar pot esperar. 2002.
- Dr. Pearson.[5] 2004.
- L'home que adorava la Janis Joplin. 2004.
- Tramuntana. 2011.
- Formentera blues. 2019.
- Misteri a Deià. 2022

### Llibres de viatge
- Amèrica, Amèrica. Viatge per Califòrnia i el Far West (1998)
- Boomerang. Viatge al cor d'Austràlia (2000)
- Europa Express (2001)
- Islandia, l'illa secreta (2002) ISBN 978-84-940665-2-8
- El català de la Terra del Foc (2004)
- Collserola, pas a pas (2004)
- A la sombra del baobab (2006)
- Viatge per la Costa Brava (2008)
- Revolución bajo el volcán (2018) ISBN 978-84-947259-9-9
- Històries del Japó (2021)
- Tras los pasos de Livingstone
- La memoria del Ararat (2014)
- Grecia, viaje de otoño

### Assaig
- Tiempo de editores. Historia de la edición española durante el franquismo (2002)
- La tradició negra del Raval[Enllaç no actiu], Barcelona Metròpolis, 2010.

### Obres en col·laboració
- Semental, estimat Butxana (amb Ferran Torrent). 1997.
- La Venus del Kilimanjaro (amb Miquel de Palol). 1998.

## Premis[calcitació]
- Premi Grandes Viajeros 2002, per La isla secreta. Un recorrido por Islandia.
- Premi 23 d'Abril 2004 per Dr. Pearson.
- Premi Brigada 21 de Novel·la Negra 2005 per L'home que adorava la Janis Joplin.
- Premi Sent Soví 2006 de literatura gastronòmica per El Bulli des de dins.[4]